# Lisboa Devils
Os Lisboa Devils são uma equipa de futebol americano, sediada em Benfica, Portugal. Os Devils competem na Liga Portuguesa de Futebol Americano (LPFA). Os Devils jogam em casa no Estádio do Futebol Clube de Benfica, conhecido como Fófó. Os Lisboa Devils são os atuais campeões da LPFA, ganhando a 14ª edição (LPFA XIV) aos Lisboa Navigators por 28-27, no dia 23 de Junho de 2024.

## Campeonatos
Os Lisboa Devils tem 4 campeonatos conquistados:
- LPFA VII
- LPFA VIII
- LPFA X
- LPFA XIV

### Resumo das Finais
| Edição    | Ano  | Campeão           | Resultado | Vice              | MVP                               |
| --------- | ---- | ----------------- | --------- | ----------------- | --------------------------------- |
| VII LPFA  | 2016 | Lisboa Devils     | 28-26     | Algarve Sharks    | Pedro Almeida (Lisboa Devils)     |
| VIII LPFA | 2017 | Lisboa Devils     | 40-35     | Maia Renegades    | Collin Franklin (Lisboa Devils)   |
| X LPFA    | 2019 | Lisboa Devils     | 23-6      | Porto Mutts       | David Martins (Lisboa Devils, LB) |
| XII LPFA  | 2022 | Cascais Crusaders | 36-20     | Lisboa Devils     |                                   |
| XIII      | 2023 | Cascais Crusaders | 27-21     | Lisboa Devils     | Salvador Bolzoni (Crusaders, RB)  |
| XIV       | 2024 | Lisboa Devils     | 28-27     | Lisboa Navigators | Floris C. (Lisboa Devils, Safety) |